# Casa Senyorial d'Asare
La Casa Senyorial d'Asare (en letó: Asares muiža) és una mansió a la regió cultural de Selònia, al Municipi d'Aknīste de Letònia.

## Història
La casa va ser construïda el 1749, reconstruïda al segle xix en estil neogòtic i destruïa en un incendi el 1926. Ara com ara només queden unes grans ruïnes i el parc.